# Peene-Werft
Die Peene-Werft ist eine Werft in Wolgast in Mecklenburg-Vorpommern und liegt am Peenestrom. Sie gehört seit dem 1. Oktober 2021 zur Naval Vessels Lürssen (NVL) Group.

## Geschichte

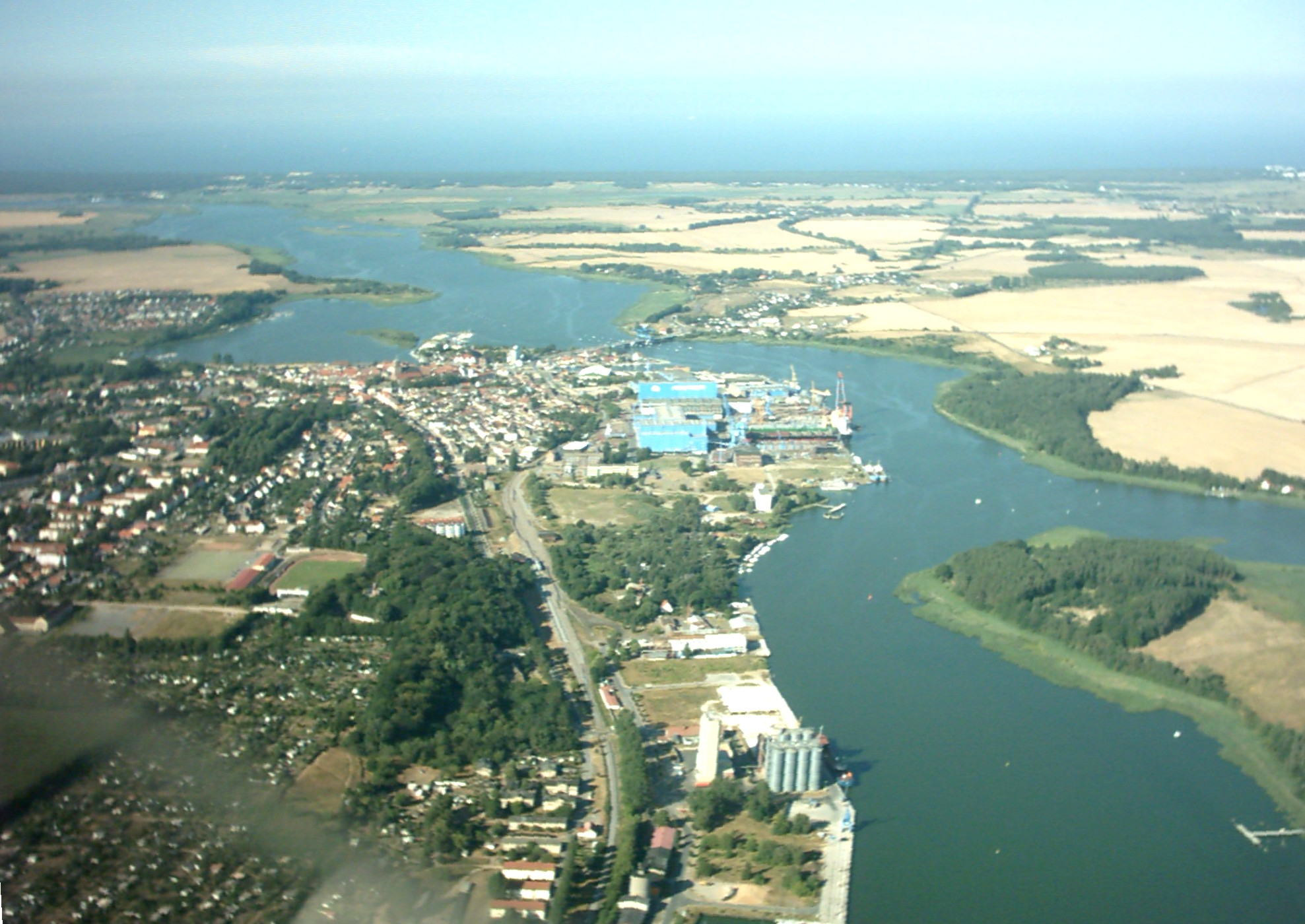
Die Peenewerft am Peenestrom

Die Werft wurde am 20. Juni 1948 durch die Sowjetische Militäradministration gegründet. Zunächst wurden Kutter und Küstenmotorschiffe als Reparationsleistungen für die Sowjetunion gebaut. 1951 wurde mit dem Bau von Marineschiffen begonnen. Bis zur Wende wurden vornehmlich leichte Torpedoschnellboote (LTS-Boote), Minensuch- und -räumboote in Kurz- und Langform (die Staatsyacht Ostseeland basiert auf diesem Modell), Landungsschiffe und U-Boot-Jäger für die Volksmarine und für die Sowjetunion gebaut. Im Prinzip stammte fast der gesamte Schiffsbestand der Volksmarine von der Peene-Werft. Ende der 1970er Jahre wurde eine Reihe von See-Eimerkettenschwimmbaggern für die UdSSR auf Kiel gelegt. Nebenbei produzierte man im Rahmen der parteilich verordneten „Konsumgüterproduktion“ in den 1980er Jahren kleine Kajütboote mit Pkw-Verbrennungsmotoren. Die Werft war ein volkseigener Betrieb im Kombinat Schiffbau der DDR. Die Zahl der Mitarbeiter betrug im Jahr 1989 rund 2900.

### 1992 bis 2010 – Teil der Hegemann-Gruppe
Nach der Wende wurde die Werft durch die damalige Treuhandanstalt privatisiert und gehörte seit 1992 zur Hegemann-Gruppe mit Sitz in Bremen. Der Übergang in die Marktwirtschaft nach der Wiedervereinigung wurde vor allem durch den entscheidenden Schritt in den Zivilschiffbau bewerkstelligt. Neben kleineren Frachtern, Fischereifahrzeugen und Schleppern wurde sogar 1993 eine Yacht (LEANDER) abgeliefert. Ab 1995 erhielt die brasilianische Marine sechs Patrouillenboote.

### 2010 bis 2012
Am 7. Juni 2010 erfolgte eine Neuausrichtung der Werft, durch die Verschmelzung der Volkswerft Stralsund GmbH und der Peene-Werft GmbH entstand die P+S Werften GmbH. Gesellschafter waren die Hegemann-Gruppe mit rund sieben Prozent Beteiligung und die HSW Treuhand‐ und Beteiligungsgesellschaft mbH mit rund 93 Prozent. Die Zahl der Mitarbeiter betrug im Jahr 2012 rund 750.
Die Werft verfügt über drei Schiffbauhallen sowie ein Trockendock und einen Schiffslift. Das Trockendock fasst Schiffe bis zu 160 m Länge und 27 m Breite. Der Schiffslift für bis zu 110 m lange und 15 m breite Schiffe ist zusammen mit einer der Schiffbauhallen militärischen Einheiten vorbehalten.
Die Breite der Schiffe, die gebaut werden könnten, wird im Wesentlichen durch die Durchfahrtsöffnung der Brücke über die Peene in Wolgast begrenzt und beträgt 28 Meter.
Der Geschäftsführer der P+S Werften GmbH, Dieter Brammertz, erklärte nach Angabe der Ostsee-Zeitung im März 2012, dass es in Wolgast wohl keinen Schiffbau mehr geben würde; die Peene wäre zu klein, um größere Schiffe zu bauen, und das Unternehmen würde auf den Bau von Unterteilen für Offshore-Windenergieanlagen, so genannten Jackets, setzen. Im August 2012 stellte die P+S Werften GmbH einen Insolvenzantrag.

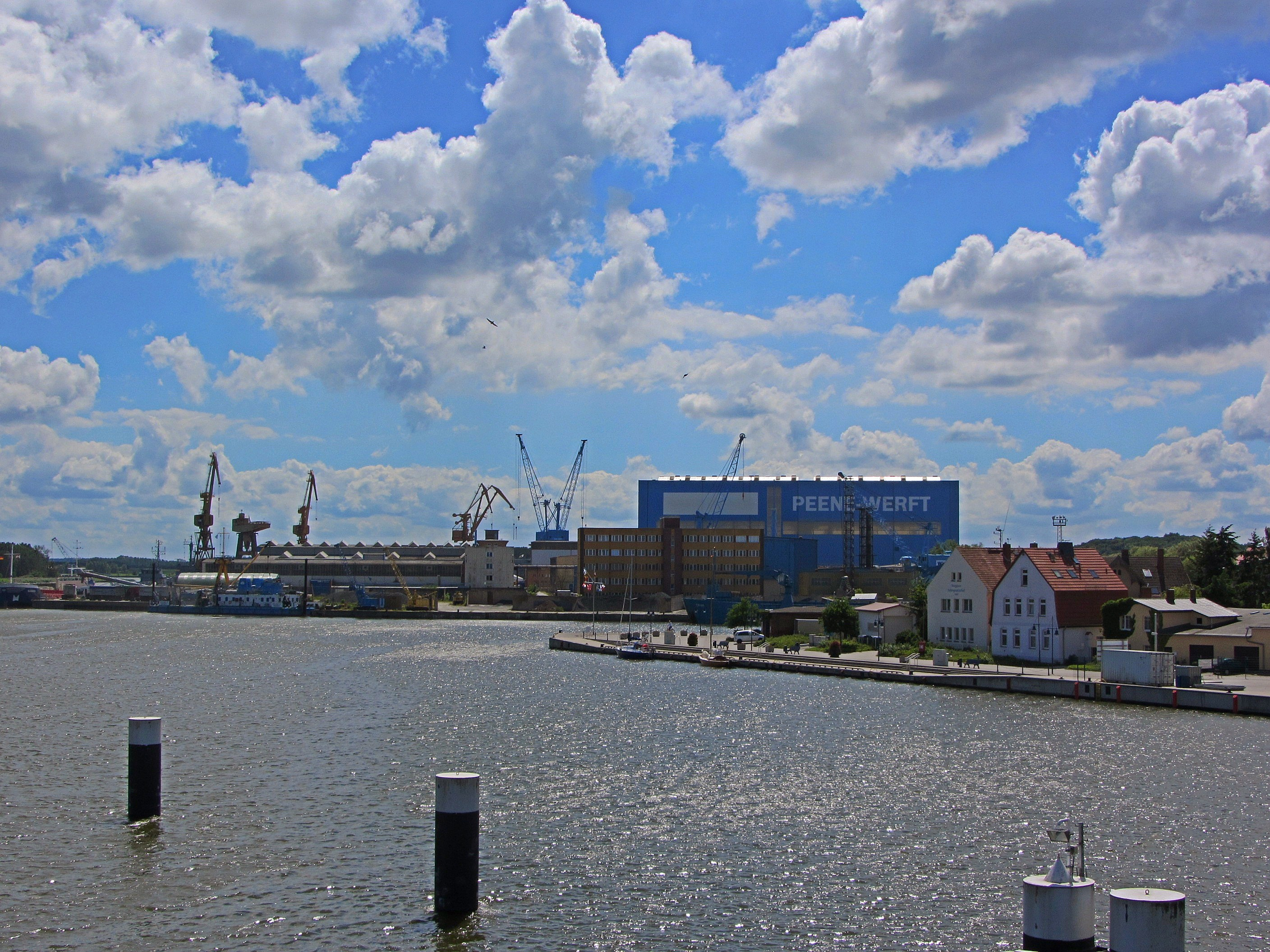
Die Peene-Werft von der Peenebrücke aus gesehen (2013)

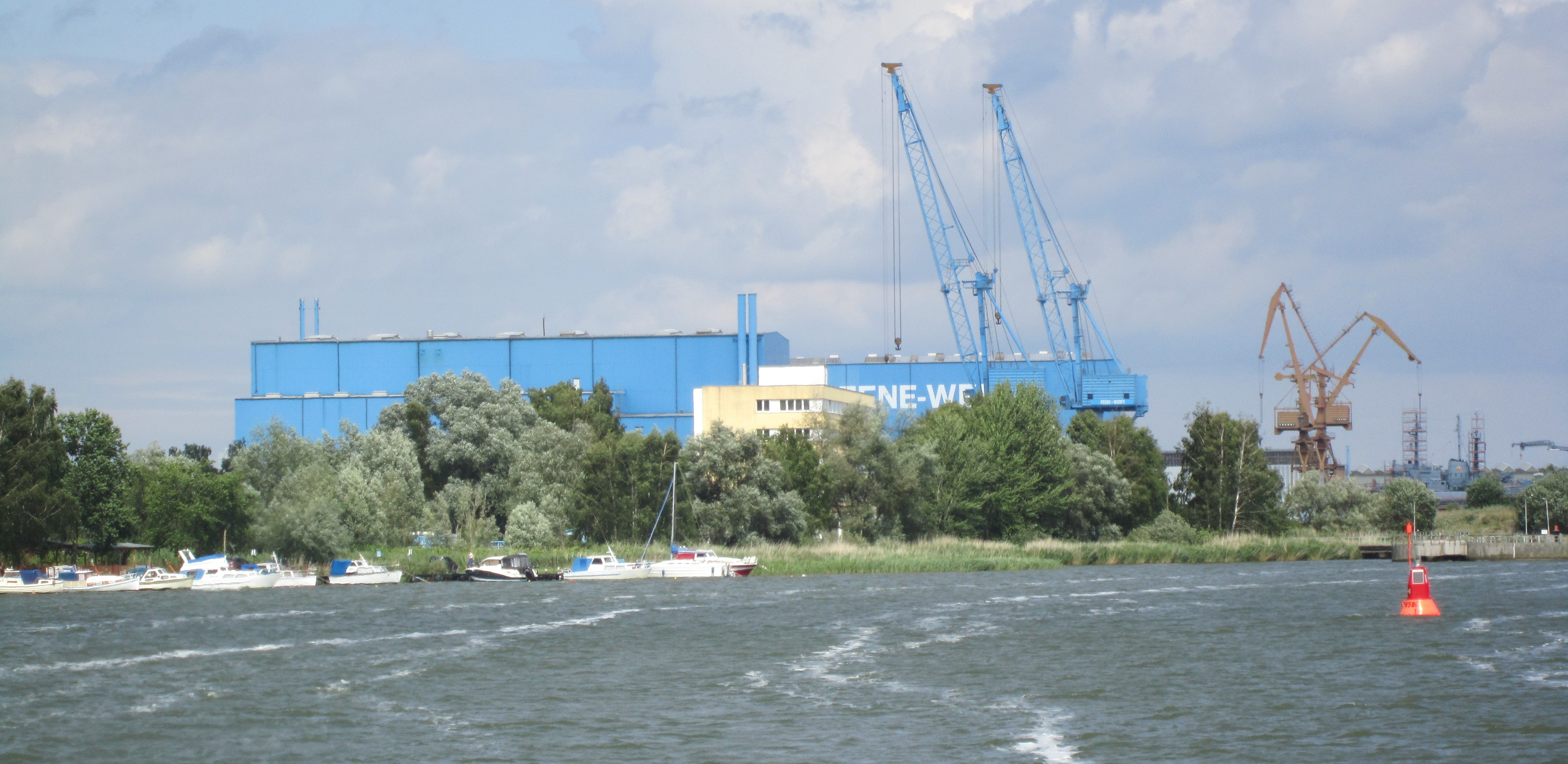
Peene-Werft von Süden aus gesehen (2015)

### Seit Ende 2012 – Teil der Lürssen-Gruppe
Im Dezember 2012 wurde die Wolgaster Werft für rund 17 Millionen Euro durch die Lürssen-Gruppe aus Bremen übernommen, die den Bau von zwei Vorschiffen für die Fregatte 125 der Deutschen Marine nach Wolgast verlagerte. Im Übernahmeverfahren nach der Insolvenz der P+S Werften GmbH hatte auch die Abu Dhabi MAR (ADM) ihr Interesse angemeldet.
Anfang September 2013 wurde auf der Werft ein neues Brennschneidezentrum für den Bau von Schiffen der ausländischen und deutschen Marine in Betrieb genommen. Es gab u. a. einen Auftrag zum Bau von 30 je 35–40 Meter langen Patrouillenbooten für Saudi-Arabien. Für die Patrouillenboote wurde im November 2018 ein Exportstopp verhängt, in dessen Folge die Werft für einen Großteil der Belegschaft Kurzarbeit anmelden musste. Anfang November 2020 bestätigte Lürssen die Lieferung von zehn Küstenwachbooten an Ägypten. Die Boote sind für Aufgaben des heimischen Küstenschutzes konzipiert. Dies sind beispielsweise der Schutz sensibler Offshore-Anlagen, die Verhinderung von Schmuggel, die Eindämmung der Piraterie sowie die Seenotrettung.

### Naval Vessels Lürssen (NVL)
Lürssen hat die Sparte Marineschiffbau zum 1. Oktober 2021 in die Naval Vessels Lürssen (NVL) Group ausgegründet, die Rechtsnachfolger des früheren Teilbetriebs der Lürssen-Sparte Defence ist. Das Unternehmen ist unverändert Teil der familiengeführten Unternehmensgruppe Lürssen. Zur NVL Group gehören das Bremer Unternehmen NVL B.V. & Co. KG als Dachgesellschaft, Blohm+Voss in Hamburg, die Wolgaster Peene-Werft, die Reparaturwerften Neue Jadewerft in Wilhelmshaven und die Norderwerft in Hamburg sowie Standorte in Australien, Bulgarien und Brunei.
Aktuell wird an der Überdachung eines Docks gearbeitet.
| Entwicklung der Werftbetriebe des Kombinats Schiffbau ab 1990 |     |     |     |     |     |                 |                 |                 |                 |                 |                 |                 |                 |                 |                 |                 |                    |                    |                    |                    |                    |                    |                    |                    |                    |                    |                    |                    |                    |                    |                    |                    |                    |                    |                    |                 |                 |                 |                 |                 |                 |              |              |              |              |              |                       |                       |                       |                       |                       |                       |                       |                       |                       |                       |                       |                       |                       |                       |                       |                       |                       |                       |                       |                       |                       |                       |                       |                       |
|                                                               | '90 | '90 | '91 | '91 | '92 | '92             | '93             | '93             | '94             | '94             | '95             | '95             | '96             | '96             | '97             | '97             | '98                | '98                | '99                | '99                | '00                | '00                | '01                | '01                | '02                | '02                | '03                | '03                | '04                | '04                | '05                | '05                | '06                | '06                | '07                | '07             | '08             | '08             | '09             | '09             | '10             | '10          | '11          | '11          | '12          | '12          | '13                   | '13                   | '14                   | '14                   | '15                   | '15                   | '16                   | '16                   | '17                   | '17                   | '18                   | '18                   | '19                   | '19                   | '20                   | '20                   | '21                   | '21                   | '22                   | '22                   | '23                   | '23                   | '24                   | '24                   |
| Warnowwerft Warnemünde                                        | DMS | DMS | DMS | DMS | DMS | DMS             | Kværner         | Kværner         | Kværner         | Kværner         | Kværner         | Kværner         | Kværner         | Kværner         | Kværner         | Kværner         | Kværner            | Kværner            | Kværner            | Kværner            | Kværner            | Kværner            | Kværner            | Kværner            | Aker               | Aker               | Aker               | Aker               | Aker               | Aker               | Aker               | Aker               | Aker               | Aker               | Aker               | Aker            | Wadan Yards     | Wadan Yards     | Wadan Yards     | Nordic Yards    | Nordic Yards    | Nordic Yards | Nordic Yards | Nordic Yards | Nordic Yards | Nordic Yards | Nordic Yards          | Nordic Yards          | Nordic Yards          | Nordic Yards          | Nordic Yards          | Nordic Yards          | MV Werften            | MV Werften            | MV Werften            | MV Werften            | MV Werften            | MV Werften            | MV Werften            | MV Werften            | MV Werften            | MV Werften            | MV Werften            | MV Werften            | MV Werften            | Marinearsenal         | Marinearsenal         | Marinearsenal         | Marinearsenal         | Marinearsenal         |
| MTW Wismar                                                    |     |     |     |     |     | Bremer Vulkan   | Bremer Vulkan   | Bremer Vulkan   | Bremer Vulkan   | Bremer Vulkan   | Bremer Vulkan   | Bremer Vulkan   | Bremer Vulkan   | Bremer Vulkan   | Bremer Vulkan   | Bremer Vulkan   | Bremer Vulkan      |                    |                    |                    |                    |                    |                    |                    |                    |                    |                    |                    |                    |                    |                    |                    |                    |                    |                    |                 |                 |                 |                 |                 |                 |              |              |              |              |              |                       |                       |                       |                       |                       |                       |                       |                       |                       |                       |                       |                       |                       |                       |                       |                       |                       |                       |                       | TKMS                  | TKMS                  | TKMS                  | TKMS                  | TKMS                  |
| Volkswerft Stralsund                                          |     |     |     |     |     |                 |                 |                 |                 |                 |                 |                 |                 |                 |                 |                 | A. P. Møller-Mærsk | A. P. Møller-Mærsk | A. P. Møller-Mærsk | A. P. Møller-Mærsk | A. P. Møller-Mærsk | A. P. Møller-Mærsk | A. P. Møller-Mærsk | A. P. Møller-Mærsk | A. P. Møller-Mærsk | A. P. Møller-Mærsk | A. P. Møller-Mærsk | A. P. Møller-Mærsk | A. P. Møller-Mærsk | A. P. Møller-Mærsk | A. P. Møller-Mærsk | A. P. Møller-Mærsk | A. P. Møller-Mærsk | A. P. Møller-Mærsk | A. P. Møller-Mærsk |                 |                 |                 |                 |                 |                 | P+S Werften  | P+S Werften  | P+S Werften  | P+S Werften  | P+S Werften  | P+S Werften           | P+S Werften           | P+S Werften           |                       |                       |                       |                       |                       |                       |                       |                       |                       |                       |                       |                       |                       |                       |                       |                       |                       |                       |                       |                       |                       |
| Peene-Werft Wolgast                                           |     |     |     |     |     | Hegemann-Gruppe | Hegemann-Gruppe | Hegemann-Gruppe | Hegemann-Gruppe | Hegemann-Gruppe | Hegemann-Gruppe | Hegemann-Gruppe | Hegemann-Gruppe | Hegemann-Gruppe | Hegemann-Gruppe | Hegemann-Gruppe | Hegemann-Gruppe    | Hegemann-Gruppe    | Hegemann-Gruppe    | Hegemann-Gruppe    | Hegemann-Gruppe    | Hegemann-Gruppe    | Hegemann-Gruppe    | Hegemann-Gruppe    | Hegemann-Gruppe    | Hegemann-Gruppe    | Hegemann-Gruppe    | Hegemann-Gruppe    | Hegemann-Gruppe    | Hegemann-Gruppe    | Hegemann-Gruppe    | Hegemann-Gruppe    | Hegemann-Gruppe    | Hegemann-Gruppe    | Hegemann-Gruppe    | Hegemann-Gruppe | Hegemann-Gruppe | Hegemann-Gruppe | Hegemann-Gruppe | Hegemann-Gruppe | Hegemann-Gruppe |              |              |              |              |              | Lürssen (ab 2021 NVL) | Lürssen (ab 2021 NVL) | Lürssen (ab 2021 NVL) | Lürssen (ab 2021 NVL) | Lürssen (ab 2021 NVL) | Lürssen (ab 2021 NVL) | Lürssen (ab 2021 NVL) | Lürssen (ab 2021 NVL) | Lürssen (ab 2021 NVL) | Lürssen (ab 2021 NVL) | Lürssen (ab 2021 NVL) | Lürssen (ab 2021 NVL) | Lürssen (ab 2021 NVL) | Lürssen (ab 2021 NVL) | Lürssen (ab 2021 NVL) | Lürssen (ab 2021 NVL) | Lürssen (ab 2021 NVL) | Lürssen (ab 2021 NVL) | Lürssen (ab 2021 NVL) | Lürssen (ab 2021 NVL) | Lürssen (ab 2021 NVL) | Lürssen (ab 2021 NVL) | Lürssen (ab 2021 NVL) | Lürssen (ab 2021 NVL) |
| Neptun Rostock                                                |     |     |     |     |     |                 |                 |                 |                 |                 |                 |                 |                 |                 |                 | Meyer Werft     | Meyer Werft        | Meyer Werft        | Meyer Werft        | Meyer Werft        | Meyer Werft        | Meyer Werft        | Meyer Werft        | Meyer Werft        | Meyer Werft        | Meyer Werft        | Meyer Werft        | Meyer Werft        | Meyer Werft        | Meyer Werft        | Meyer Werft        | Meyer Werft        | Meyer Werft        | Meyer Werft        | Meyer Werft        | Meyer Werft     | Meyer Werft     | Meyer Werft     | Meyer Werft     | Meyer Werft     | Meyer Werft     | Meyer Werft  | Meyer Werft  | Meyer Werft  | Meyer Werft  | Meyer Werft  | Meyer Werft           | Meyer Werft           | Meyer Werft           | Meyer Werft           | Meyer Werft           | Meyer Werft           | Meyer Werft           | Meyer Werft           | Meyer Werft           | Meyer Werft           | Meyer Werft           | Meyer Werft           | Meyer Werft           | Meyer Werft           | Meyer Werft           | Meyer Werft           | Meyer Werft           | Meyer Werft           | Meyer Werft           | Meyer Werft           | Meyer Werft           | Meyer Werft           | Meyer Werft           | Meyer Werft           |
| Elbewerft Boizenburg                                          |     |     |     |     |     |                 |                 | Petram-Gruppe   | Petram-Gruppe   | Petram-Gruppe   | Petram-Gruppe   | Petram-Gruppe   | Petram-Gruppe   | Petram-Gruppe   | Petram-Gruppe   | Petram-Gruppe   | Petram-Gruppe      | Petram-Gruppe      |                    |                    |                    |                    |                    |                    |                    |                    |                    |                    |                    |                    |                    |                    |                    |                    |                    |                 |                 |                 |                 |                 |                 |              |              |              |              |              |                       |                       |                       |                       |                       |                       |                       |                       |                       |                       |                       |                       |                       |                       |                       |                       |                       |                       |                       |                       |                       |                       |                       |                       |

## Schiffe (Auswahl)
- 1957: Berlin (Minenleg- und Räumschiff)
- 1971: Ostseeland (Staatsyacht)
- 1992: Fridtjof Nansen (Umbau)
- 1993: Walther Herwig III, (Fischerei-) Forschungsschiff
- 1994: Deneb (Vermessungs-, Wracksuch- und Forschungsschiff)
- 1996: Scan Polaris (Schwergut-/Mehrzweckfrachter)
- 1997: Scan Pacific (Schwergut-/Mehrzweckfrachter)
- 1997: Scan Oceanic (Schwergut-/Mehrzweckfrachter)
- 1998: Scan Partner (Schwergut-/Mehrzweckfrachter)
- 1998: Scan Arctic (Schwergut-/Mehrzweckfrachter)
- 1998: Scan Bothnia (Schwergut-/Mehrzweckfrachter)
- 1999: Scan Atlantic (Schwergut-/Mehrzweckfrachter)
- 1999: Scan Hansa (Schwergut-/Mehrzweckfrachter)
- 1999: Scan Germania (Schwergut-/Mehrzweckfrachter)
- 2000: Scan Finnlandia (Schwergut-/Mehrzweckfrachter)
- 2004: Arkona (Mehrzweckschiff, Baunummer 510)
- 2008: Seefalke (Fischereischutzboot)
- 2009: Meerkatze (Fischereischutzboot)
- 2010: Scan Espana (Schwergut-/Mehrzweckfrachter)
- 2010: Nordic (Hochseebergungsschlepper)
- 2010: Bonn (Rumpf des Versorgungsschiffs der deutschen Marine)
- 2011: Balder R (Klapprumpf-Baggerschiff, Baunummer 568)
- 2011: Njord R (Klapprumpf-Baggerschiff, Baunummer 569)